# Dino Lunardi
Pour les articles homonymes, voir Lunardi.
Dino Lunardi est un pilote automobile français né le 25 octobre 1978 à Nîmes en France. Après des débuts en Formule Ford et trois saisons dans les formules de promotion de Peugeot Sport où il est successivement champion Peugeot RC Cup en 2006 et champion Peugeot 207 Spider THP, il réalise un test sur la Peugeot 908 HDi FAP.
Il dirige ensuite sa carrière vers le GT et participe à divers championnats de Grand Tourisme.
Il remporte le championnat GT allemand (ADAC GT Masters) en 2011 en compagnie d'Alexandros Margaritis sur une Alpina B6 GT3 de la Team Engstler fondée par Franz Engstler.
Pilote officiel Alpina en 2012 il finit quatrième du championnat GT allemand (ADAC GT Masters) avec Maxime Martin.
En 2013 il revient en cours de saison en France pour participer au championnat GT français (GT Tour) en compagnie de Vincent Abril au volant d'une Audi R8 LMS Ultra. Il finit quatrième du championnat, avec trois victoires.
L'année suivante en 2014 il se retrouve sans volant mais réalise beaucoup de développements techniques pour diverses équipes.
En 2015 il signe un retour remarqué en compétition dans le championnat (European Le Mans Series) au volant d'une BMW Z4 GT3 de l'équipe TDS Racing. Il remporte le championnat European Le Mans Series dans la catégorie GTC avec deux victoires (Silverstone et Le Castellet).
Dino réalise également durant cette saison 2015 quelques piges en championnat GT français (GT Tour) pour le compte de l'équipe Duqueine Engineering sur une Ferrari 458 Italia GT3 avec une victoire à la clé sur le circuit du Mans.
C'est avec cette même équipe que Dino finit troisième au Championnat European Le Mans Series 2016 en catégorie LMP3 sur la Ligier JSP3 no 19 avec David Hallyday et David Droux.
Peu d'informations sur 2017 qui est une année sans programme complet, composée de quelques piges mais on le retrouve au volant d'une LMP3 dans le championnat "Michelin Le Mans Cup" avec comme coéquipier le pilote belge  Eric De Doncker dans la structure Motorsport98
Le pilote français poursuit cette collaboration jusqu'à fin 2021, toujours en LMP3 dans le championnat Michelin Le Mans Cup avec plusieurs podium à la clé
Durant cette période, Dino effectue quelques courses en parallèle pour le compte de l'écurie polonaise Inter Europol Competition en LMP3 avec notamment une victoire aux 4 Heures de Monza 2020 dans le cadre du championnat European Le Mans Series 2020
Depuis 2022 il a rejoint IDEC Sport Racing avec pour coéquipier le pilote français Patrice Lafargue, toujours dans le championnat Michelin Le Mans Cup en catégorie LMP3

## Carrière

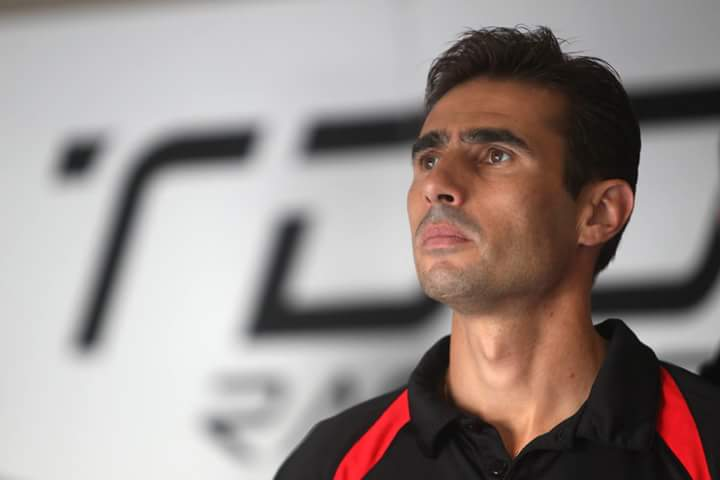
Dino Lunardi à Estoril en 2015

- 2003 : Championnat de France de Formule Ford
- 2005 : vice-champion Peugeot RC Cup
- 2006 : Champion Peugeot RC Cup
- 2007 : Champion THP Spider Cup et test Peugeot 908 HDi FAP
- 2008 : Championnat d'Europe FIA GT3 et Championnat de France FFSA GT (une victoire)
- 2009 : Championnat d'Europe FIA GT3 (une victoire) et ADAC GT Masters
- 2010 : Championnat d'Europe FIA GT3, International GT Open et Championnat de France FFSA GT (une victoire)
- 2011 : Champion ADAC GT Masters (quatre victoires) et Championnat d'Europe FIA GT3
- 2012 : Championnat d'Europe FIA GT3 et Championnat de France GT3 et 4e ADAC GT Masters (trois victoires)
- 2013 : 4e Championnat de France FFSA GT (trois victoires)BMW Z4 GT3 à Estoril

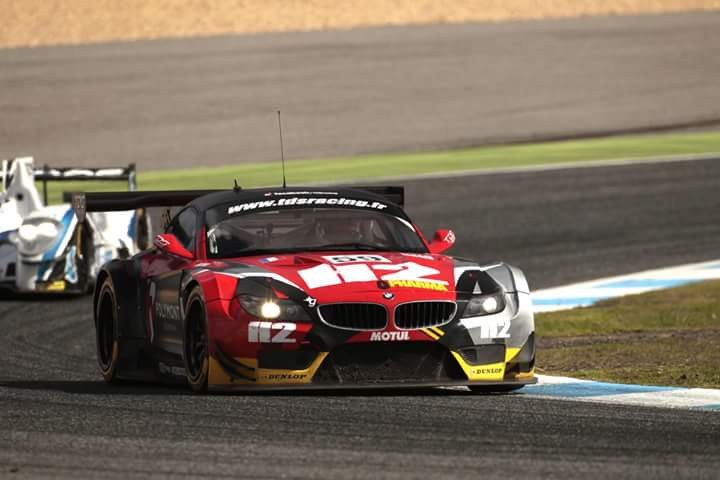
BMW Z4 GT3 à Estoril

- 2015 : Champion ELMS GTC Class (2 victoires) et Championnat de France FFSA GT (1 victoire)
- 2016 : 3e Championnat European Le Mans Series
- 2018 : Michelin Le Mans Cup 2018 en LMP3 avec Motorsport98
- 2019 : Michelin Le Mans Cup 2019 en LMP3 avec Motorsport98
- 2020 : Michelin Le Mans Cup 2020 en LMP3 avec Motorsport98 et Vainqueur des 4 Heures de Monza 2020 en LMP3 avec Inter Europol Competition
- 2021 : Michelin Le Mans Cup 2021 en LMP3 avec Motorsport98
- 2022 : Michelin Le Mans Cup 2022 en LMP3 avec IDEC Sport Racing
- 2023 : Michelin Le Mans Cup 2023 en LMP3 avec IDEC Sport Racing
- 2024 : Michelin Le Mans Cup 2024 en LMP3 avec IDEC Sport Racing

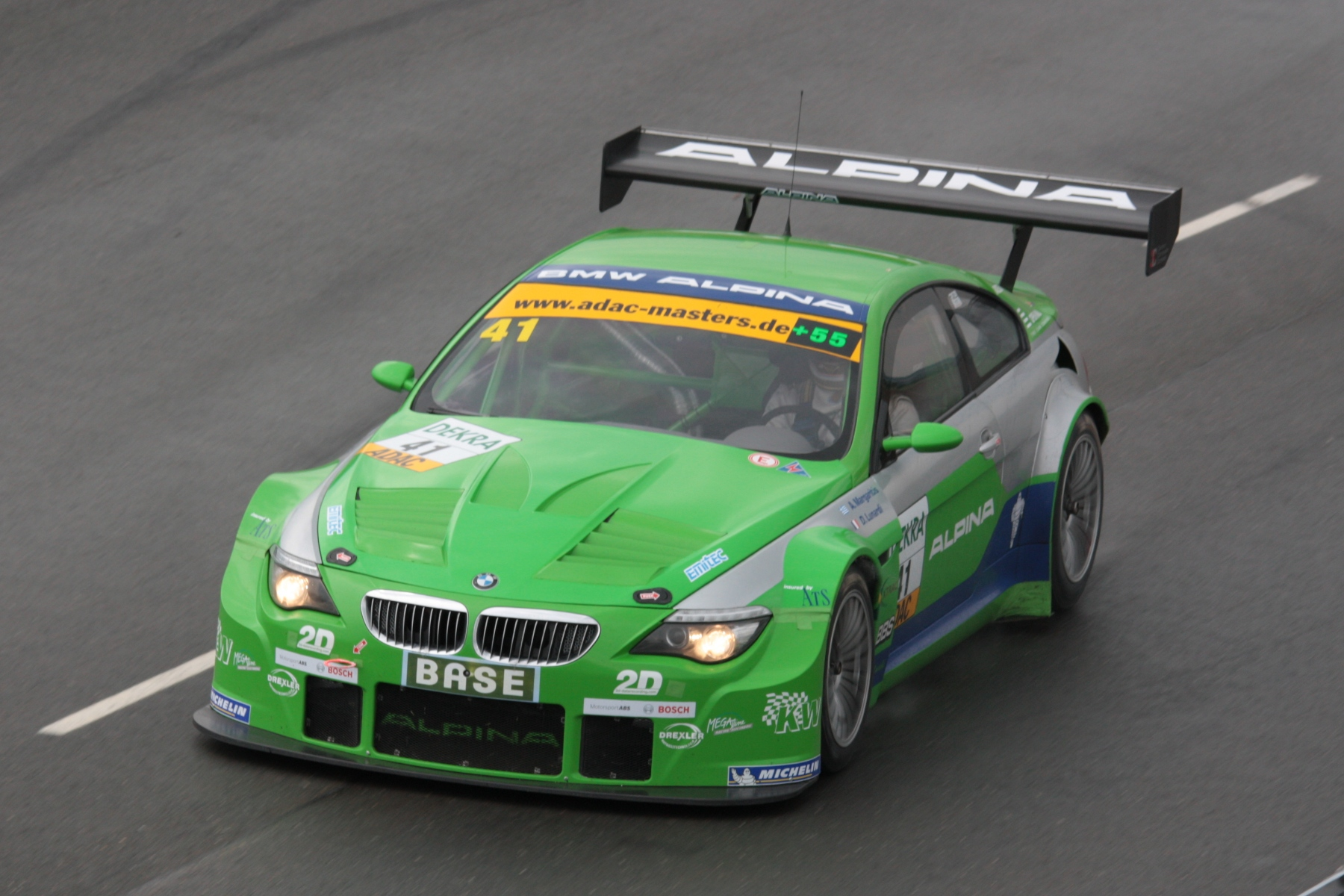
L'Alpina B6 GT3 2011.
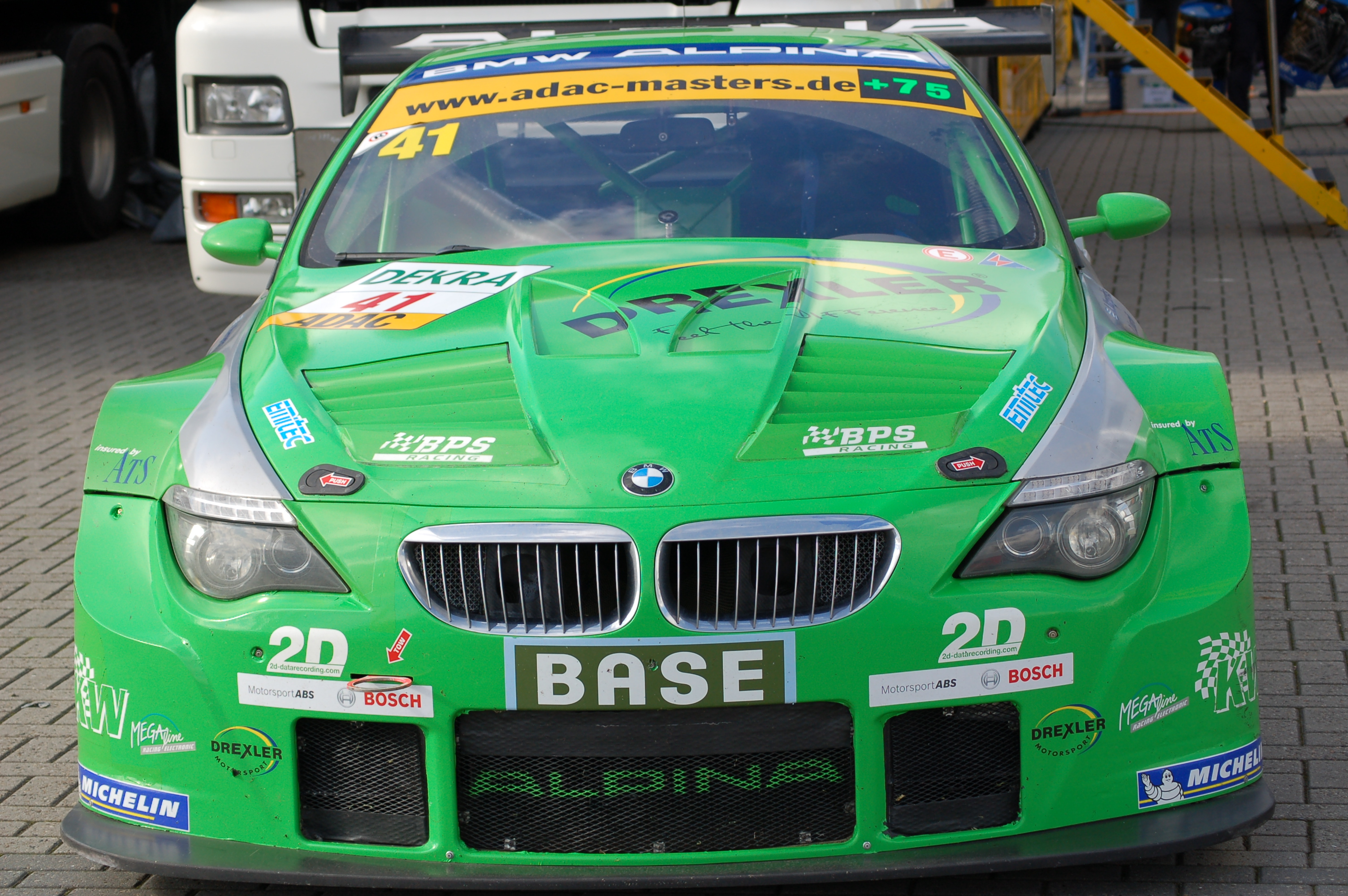
L'Alpina B6 GT3 2011.